# Răzvan Grecu
Răzvan Cristian Grecu (n. 23 decembrie 1999, Constanța, România) este un atlet român, specializat în triplusalt.

## Carieră
Sportivul a cucerit medalia de argint la Festivalul Olimpic al Tineretului European din 2015. În 2016 a câștigat bronzul la Campionatul European de Juniori (sub 18) de la Tbilisi cu record personal. Anul următor a trecut pentru prima oară peste 16 metri și la Campionatul European de Juniori (sub 20) de la Grosseto a ocupat locul cinci.
În anul 2019 atletul s-a clasat pe locul cinci la Campionatul European de Tineret (sub 23) de la Gävle. Și apoi a câștigat pentru prima dată titlul la Campionatele Naționale în fața lui Marian Oprea, stabilind un nou record personal cu o săritură de 16,83 metri.
La Campionatul European de la München din 2022 a reușit să se califice în finală, dar în finală a trebuit să se retragă după prima săritură. Anul următor a participat la Campionatul European în sală de la Istanbul unde a ratat calificarea în finală. Tot în 2023 a ocupat locul șase la Jocurile Mondiale Universitare de la Chengdu.

## Realizări
| An   | Competiție                                 | Locație                  | Loc | Note    |
| ---- | ------------------------------------------ | ------------------------ | --- | ------- |
| 2015 | Campionatul Mondial de Juniori (sub 18)    | Cali, Columbia           | –   | FR      |
| 2015 | Festivalul Olimpic al Tineretului European | Tbilisi, Georgia         | 2   | 15,03 m |
| 2016 | Campionatul European de Juniori (sub 18)   | Tbilisi, Georgia         | 3   | 15,17 m |
| 2017 | Campionatul European de Juniori            | Grosseto, Italia         | 5   | 15,89 m |
| 2018 | Campionatul Mondial de Juniori (sub 18)    | Tampere, Finlanda        | 14  | 15,65 m |
| 2019 | Campionatul European de Tineret            | Gävle, Suedia            | 5   | 16,45 m |
| 2021 | Campionatul European de Tineret            | Tallinn, Finlanda        | 19  | 15,24 m |
| 2022 | Campionatul European                       | München, Germania        | 11  | FR      |
| 2023 | Campionatul European în sală               | Istanbul, Turcia         | –   | FR      |
| 2023 | Jocurile Mondiale Universitare             | Chengdu, China           | 6   | 16,08 m |
| 2024 | Campionatul European                       | Roma, Italia             | 13  | 15,96 m |
| 2025 | Campionatul European în sală               | Apeldoorn, Țările de Jos | 17  | 15,66 m |

## Recorduri personale
| Probă              | Performanță | Dată              | Locație   |
| ------------------ | ----------- | ----------------- | --------- |
| Triplusalt         | 16,83 m     | 30 iulie 2019     | Pitești   |
| Triplusalt în sală | 16,65 m     | 18 februarie 2023 | București |

## Legături externe
- Răzvan Grecu la Comitetul Olimpic și Sportiv Român (arhivat)
- en Răzvan Grecu la World Athletics
- en  Răzvan Grecu la athleticspodium.com